# シャルル・ジュール・アンリ・ニコル
シャルル・ジュール・アンリ・ニコル（Charles Jules Henri Nicolle、1866年9月21日-1936年2月28日）はフランスの細菌学者。1928年にノーベル生理学・医学賞を受賞した。

## 生涯
パリにほど近いフランスのルーアンで生まれ育つ。1892年にパリのパスツール研究所に所属し、1893年に医学の学位を取得。専門は細菌学。同年ルーアン医学校の教授となり、1902年まで在職した。1896年には細菌学研究所の所長となる。その後、1903年から1936年まで当時のフランス植民地チュニスのパスツール研究所所長となる。ノーベル賞受賞のきっかけとなった研究はチュニスにおけるものである。1932年コレージュ・ド・フランスの教授に就く。1936年、チュニスにおいて死去。

## 業績
チフスの感染経路の発見
ニコルはチュニスにおいて発疹チフスが風土病となっていることに気づいた。発疹チフスは伝染性が強く恐れられていたが、いったん病院に入院すると感染しないことが分かった。院内と院外の条件を比較した結果、患者の衣服に問題があると推論し、衣服に付くシラミに着目した。
ニコルはチンパンジーやモルモットを用い、患者から採取したシラミに接触すると発疹チフスを発病することを1909年に確認した。ニコルの発見は1914年に始まった第一次世界大戦で発疹チフスを予防するために役立った。
発疹チフスワクチンの研究も行っていたが実現できず、1930年に生物学者 ルドルフ・ヴァイグルに引き継がれた。ヴァイグルが完成させたものは、大量生産に不向きで危険の伴うものであったが、時と共に安全で生産性の良いワクチン生産手法に改善されていった。
その他
発疹チフスのほか、麻疹やマルタ熱（地中海胃性弛張熱）に関する業績もある。
- バベシア症の感染経路の発見
- マルタ熱の予防接種の導入
- トラコーマ、結核、インフルエンザ、麻疹、牛疫、猩紅熱、悪性腫瘍の研究
- アトラスグンディの組織内にいた寄生性原生生物トキソプラズマを特定

そして、 Le Destin des Maladies infectieuses; La Nature, conception et morale biologiques; Responsabilités de la Médecine、La Destinée humaineなどの細菌学の著書を残した。